# Neider Barona
Neider Barona (Florida, Valle del Cauca, Colombia, 11 de julio de 1997) es un futbolista colombiano. Juega de delantero y actualmente juega en Cafetaleros de Chiapas de la Segunda División de México.

## Selección nacional
Neider Barona formó parte de la Selección de fútbol de Colombia que logró el oro en los XXIII Juegos Centroamericanos y del Caribe.

### Participaciones internacionales
| Competición                               | Sede         | Resultado | Partidos | Goles |
| ----------------------------------------- | ------------ | --------- | -------- | ----- |
| Juegos Centroamericanos y del Caribe 2018 | Barranquilla | Campeones | 4        | 0     |

## Clubes
| Club       | País     | Año             |
| ---------- | -------- | --------------- |
| La Equidad | Colombia | 2016 - Presente |

## Estadísticas
| Club                  | Div                 | Temporada           | Liga  | Liga  | Copa Nacional | Copa Nacional | Copa Internacional | Copa Internacional | Total | Total |
| Club                  | Div                 | Temporada           | Part. | Goles | Part.         | Goles         | Part.              | Goles              | Part. | Goles |
| --------------------- | ------------------- | ------------------- | ----- | ----- | ------------- | ------------- | ------------------ | ------------------ | ----- | ----- |
| La Equidad · Colombia | 1ª                  | 2016                | 1     | 0     | -             | -             | -                  | -                  | 1     | 0     |
| La Equidad · Colombia | 1ª                  | 2017                | 11    | 1     | 6             | 1             | -                  | -                  | 17    | 2     |
| La Equidad · Colombia | 1ª                  | 2018                | 18    | 1     | 4             | 0             | -                  | -                  | 22    | 1     |
| La Equidad · Colombia | 1ª                  | 2019                | 17    | 2     | -             | -             | 2                  | 0                  | 19    | 2     |
| Total                 | Total               | Total               | 47    | 4     | 10            | 1             | 2                  | 0                  | 59    | 5     |
| Total en su carrera   | Total en su carrera | Total en su carrera | 47    | 4     | 10            | 1             | 2                  | 0                  | 59    | 5     |